# Elecciones estatales de Valonia

## Elecciones estatales de Valonia (1995)
| Año 1995                 |      |         |
| Partido                  | %    | Escaños |
| Partido Socialista       | 35.2 | 30      |
| Movimiento Reformador    | 23.7 | 19      |
| Partido Socialcristiano  | 21.6 | 16      |
| Ecologistas Confederados | 10.4 | 8       |
| Frente Nacional          | 5.2  | 2       |

## Elecciones estatales de Valonia (1999)
| Año 1999                     |      |         |
| Partido                      | %    | Escaños |
| Partido Socialista           | 29.5 | 25      |
| Movimiento Reformador        | 24.7 | 21      |
| Ecologistas Confederados     | 18.2 | 14      |
| Centro Demócrata y Humanista | 17.1 | 14      |
| Frente Nacional              | 4.0  | 1       |

## Elecciones estatales de Valonia (2004)
| Año 2004                     |      |         |
| Partido                      | %    | Escaños |
| Partido Socialista           | 36.9 | 34      |
| Movimiento Reformador        | 24.3 | 20      |
| Centro Demócrata y Humanista | 17.6 | 14      |
| Ecologistas Confederados     | 8.5  | 3       |
| Frente Nacional              | 8.1  | 4       |

- Datos: Q5827993